# Sorgo rosso (film)
Sorgo rosso ( 紅高粱T,  红高粱S, Hóng GāoliángP) è un film del 1987 diretto da Zhang Yimou, tratto dall'omonimo romanzo di Mo Yan.
Il film vinse l'Orso d'Oro al 38º festival di Berlino nel 1988.

## Trama
Durante gli anni '20 del Novecento, in una valle isolata della Cina settentrionale, un gruppo di portantini trasporta, dentro un palanchino rosso, la giovanissima e bella Nove Fiori verso la casa dello sposo impostole dai genitori: si tratta del vecchio e ricco proprietario d'una distilleria, ammalato di lebbra. 
Il corteo attraversa dei campi di sorgo rosso, le cui piante, alte come uomini, sono nate dal nulla, senza alcun seminatore, e sono per questo considerate spiritate: se ne ricava  una grappa color sangue, la sola ricchezza della zona. 
Improvvisamente, un bandito armato assalta il gruppo, deruba gli uomini e tenta di violentare la ragazza, ma i portatori riescono a salvarla, ed uno di loro, Yu, ne rimane ammaliato. 
Nove Fiori, il terzo giorno dopo le nozze, come da tradizione, torna a visitare i genitori, ma durante il viaggio Yu la rapisce e la seduce in un campo di sorgo. Il vecchio marito viene misteriosamente assassinato, e Nove Fiori assume il comando della distilleria. Sposato Yu, Nove Fiori vive felice con lui, conducendo abilmente e con giustizia l'azienda, secondo principi cooperativi. 
Passano nove anni, e nove anni ha ormai il loro bambino, quando la zona viene toccata dall'occupazione giapponese. Gli invasori impongono ai contadini di distruggere i campi di sorgo, attraverso cui dovrà passare una nuova strada, comportandosi con inaudita ferocia, e arrivando al punto di costringere un operaio a scuoiare vivo un ribelle. Quest'episodio dà adito a un tentativo di rivolta, attuato mediante un ordigno incendiario a base di grappa di sorgo. L'attentato si conclude, tragicamente, in una strage, in cui muore anche Nove Fiori. Il sole si eclissa, e un intenso colore rosso inonda i campi.

## Produzione
Come anche in altri film cinesi della 'quinta generazione', in Sorgo rosso si ravvisa una particolare attenzione dedicata alla realtà rurale della Cina, con le sue tradizioni e le sue ritualità (ad esempio, la cerimonia di ringraziamento in occasione dell'assaggio del primo vino). Natura e paesaggio giocano un ruolo essenziale nel definire rapporto tra gli esseri umani e l'ambiente in cui vivono. Fondamentale è inoltre l'uso del colore rosso, che si impone con forza in tutto il film per poi esplodere nell'eclissi della scena finale, inneggiando quasi al colore della rivoluzione.
L'aspetto che, tuttavia, meglio definisce il carattere di rottura del film rispetto alla produzione cinese classica e che contribuisce a spiegarne il successo sia in patria sia all'estero (Sorgo rosso ottenne l'Orso d'oro al Festival di Berlino, e fu il primo film della Repubblica Popolare Cinese ad essere distribuito in Italia), è probabilmente l'accentuata rappresentazione del desiderio individuale, in particolare quello erotico. La centralità del tema del desiderio e l'importanza che nel film assumono le dialettiche degli sguardi, la frequenza dei piani ravvicinati che spingono lo spettatore ad immedesimarsi nei sentimenti dei personaggi, testimoniano un'evidente influenza a codici cinematografici occidentali (molti sono i riferimenti al cinema western), e di una certa volontà di rottura con i modelli più classici del cinema maoista. 
Ad ogni modo, centrale è il portato politico dell'opera: Nove Fiori, ponendosi alla guida della distilleria, rifiuta ogni retaggio di sapore feudale e rende i lavoranti compartecipi dei profitti. La distilleria, per di più, sorge su d'una terra incantata, dalla cui polvere inerte infiniti steli di sorgo sono nati da soli, ergendosi rigogliosi e forti come i membri di un'umanità nuova. Il rosso liquore donato da queste piante uccide ogni umore pestilenziale e infonde coraggio: chiunque lo beva "non si inchinerà più di fronte all'Imperatore", come recita il canto innalzato degli operai durante la cerimonia di ringraziamento per l'assaggio del primo vino. Esso nutre quegli stessi contadini che si opporranno all'invasore giapponese, e del suo stesso colore saranno infine aspersi i campi, teatro della morte di Nove Fiori, durante l'eclissi finale.

## Riconoscimenti
- 1988 - Festival di Berlino
  - Orso d'oro